# (612584) 2003 QX113
(612584) 2003 QX113 est un objet transneptunien du système solaire mesurant probablement environ 400 km de diamètre.

## Orbite
(612584) 2003 QX113 est un objet épars. Il a un aphélie de 62,09 UA et un périhélie de 36,78 UA.
Sa magnitude absolue est de 5,04, ce qui laisse supposer qu'il pourrait s'agir d'une planète naine.
Son albédo est de 0,09 (supposé). Son inclinaison est de 6,734°.
Il a été découvert le 31 août 2003 à Mauna Kea et caractérisé comme objet transneptunien par le relevé astronomique Canada-France Ecliptic Plane Survey.

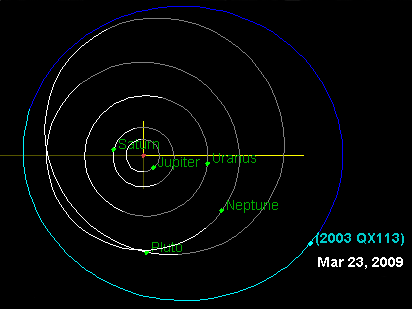
L'orbite de 2003 QX113 comparée à celle de Pluton et de Neptune.